# District d'Athabasca
Pour les articles homonymes, voir Athabasca.
1882–1905
Entités précédentes :
- Territoires du Nord-Ouest

Entités suivantes :
- Alberta
- Saskatchewan
- Manitoba

Le district d'Athabasca était un district administratif régional des territoires du Nord-Ouest au Canada.

## Étymologie
Athabasca est un nom de la langue crie signifiant « [endroit] où il y a des roseaux » qui fait référence à l'origine au lac Athabasca.

## Nom
Le district tire son nom du lac Athabasca et de son affluent la rivière Athabasca qui prend sa source au glacier Columbia et s'écoule sur 1 538 km. La rivière a joué un grand rôle dans la traite des fourrures et dans la construction du chemin de fer et de la route vers l’ouest canadien.

## Histoire

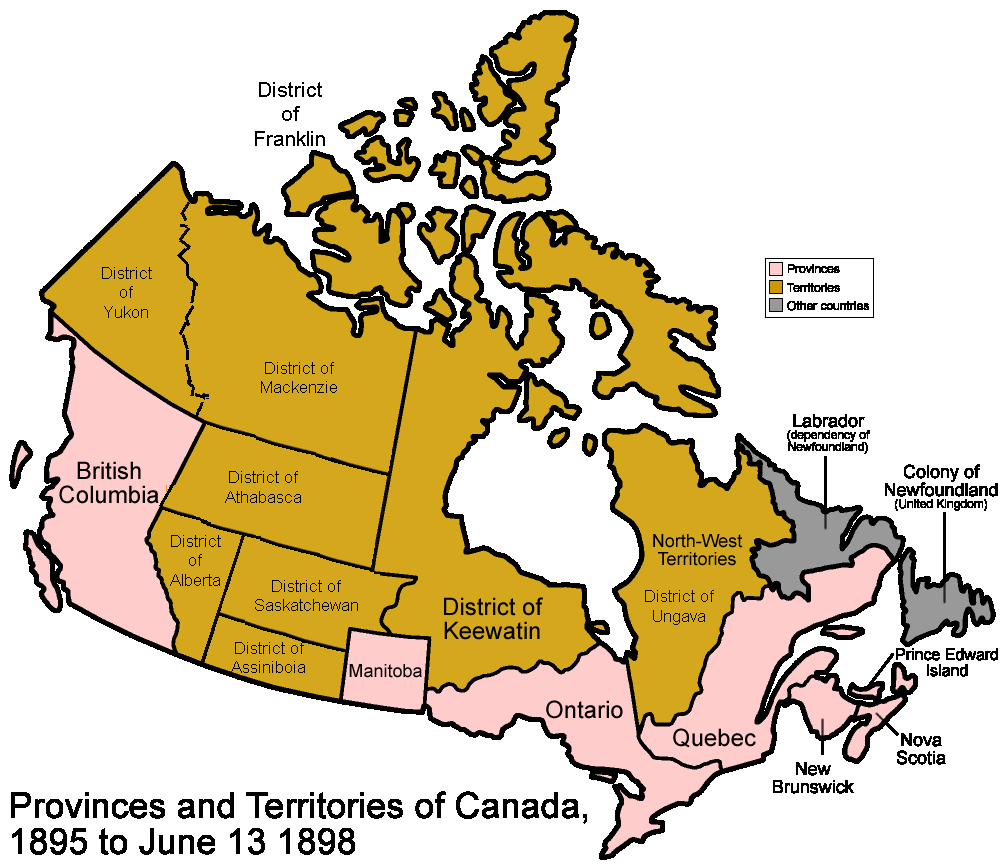
Provinces et territoires du Canada entre 1895 et 1898.

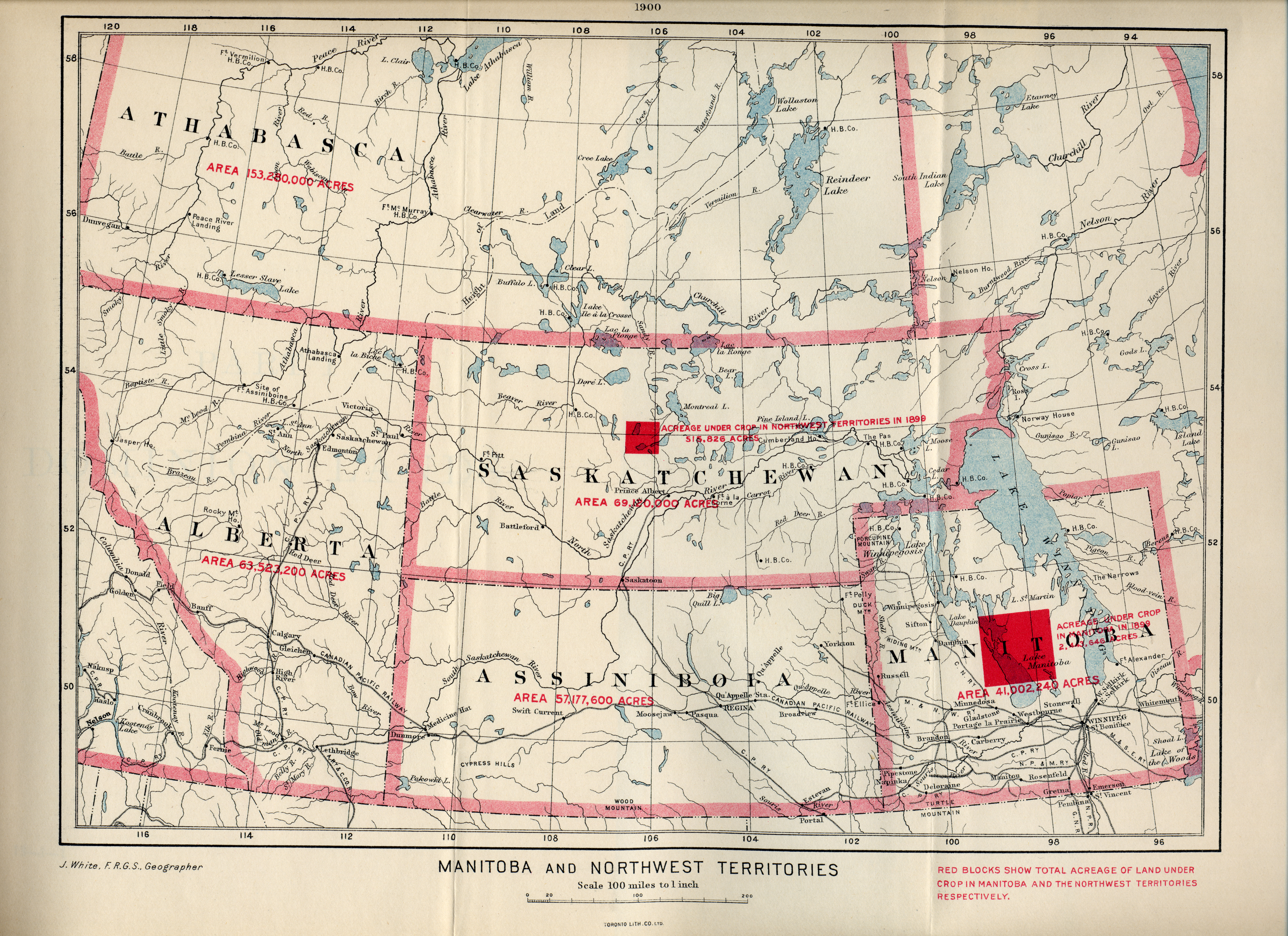
Une carte de 1900 montrant les limites des districts d'Athabasca, d'Alberta, d'Assiniboia et de Saskatchewan.

Le district d'Athabasca fut l'un des quatre districts des Territoires du Nord-Ouest créés en 1882.
On l'appelait District provisoire d'Athabasca pour le distinguer du district de Keewatin qui avait une relation plus autonome avec l'administration des Territoires du Nord-Ouest.
Le district d'Athabasca se situait au nord du district d'Alberta. Aucun district ne fut créé au nord du district de la Saskatchewan en 1882.
La frontière avec le district d'Alberta fut déplacée vers le nord en 1895. La frontière du district de la Saskatchewan fut également déplacée vers le nord à la même latitude que le district d'Alberta.
Dans le même temps, le district d'Athabasca fut étendu vers l'est sur une partie non divisée des Territoires du Nord-Ouest. Le district devint limitrophe du district de la Saskatchewan au nord.
Le district d'Athabasca fut aboli avec la création des provinces de la Saskatchewan et de l'Alberta en 1905
.
La partie la plus à l'ouest fait maintenant partie de l'Alberta et la majeure partie de la partie orientale se trouve maintenant en Saskatchewan. La partie la plus à l'est fait maintenant partie du Manitoba.

## Frontières
En 1882, la limite est du district provisoire suivait le cours des rivières Athabasca et rivière des Esclaves jusqu'à une zone au sud de la fourche de la rivière Clearwater. La frontière orientale se séparait des éléments naturels au sud en suivant une ligne droite entre le 111e et le 112e méridien de longitude.
En 1895, la frontière orientale de l'Athabasca s'étendit sur une zone des Territoires du Nord-Ouest située à l'est. La frontière orientale est devenue le 100e méridien de longitude. La limite ouest suivait le 120e méridien jouxtant la province de la Colombie-Britannique qui avait été créée le 20 juillet 1871. Le bord sud du district provisoire d'Athabasca longeait les districts provisoires de l'Alberta et de la Saskatchewan le long de la 18e ligne de correction juste au nord du 54° de latitude nord.

## Compagnie de la Baie d'Hudson
Fort Chipewyan a été établi comme un poste de traite par Peter Pond de la Compagnie du Nord-Ouest en 1788.
Le poste de traite a été nommé d'après le peuple des Chipewyans vivant dans la région.
Après la fusion avec la Compagnie du Nord-Ouest in 1821, les privilèges et la licence de la Compagnie de la Baie d'Hudson sur la Terre de Rupert ont été étendus au commerce sur le Territoire du Nord-Ouest.
Fort Chipewyan est devenu au XIXe siècle l'un des établissements les plus importants de la Compagnie de la Baie d'Hudson.
En tant que siège et dépôt du district riche en fourrures d'Athabasca, Fort Chipewyan a administré et fourni plusieurs postes subsidiaires : Fond-du-Lac sur le lac Athabasca, Fort McMurray sur la rivière Athabasca, Salt River sur la rivière des Esclaves et Red River, Fort Vermilion, Battle River, Dunvegan, Fort St. John et Hudson's Hope sur la rivière de la Paix,.